# Universitat Stanford
La Universitat Stanford (Leland Stanford Junior University) és una universitat privada situada a Stanford (Califòrnia) fundada el 1885 per Leland i Jane Stanford. És considerada com una de les més prestigioses dels Estats Units i del món. També és la més selectiva en admissions i de les més valoració en diverses enquestes i rànquings.
La universitat va admetre els seus primers estudiants el 1891, com a institució mixta i no confessional. Va lluitar econòmicament després de la mort de Leland el 1893 i de nou després que gran part del campus fos danyat pel terratrèmol de San Francisco de 1906. Després de la Segona Guerra Mundial, el rector de la universitat Frederick Terman va inspirar una cultura emprenedora per construir una indústria local autosuficient (més tard Silicon Valley). El 1951, el Stanford Research Park es va establir a Palo Alto i és el primer parc de recerca universitari del món.
La tardor de 2024 la universitat comptava amb 18.625 alumnes matriculats, tant en graus com en postgraus, en 66 camps principals d'estudis de grau, uns 2.345 docents, i més de 19.000 persones entre directius i professional, personal administratiu i tècnic, personal de servei i manteniment, i personal investigador i de laboratori.
Stanford està associada amb 94 multimilionaris, 58 premi Nobel, 33 Beques MacArthur, 29 guanyadors del premi Turing,[nota 1] així com set guanyadors del premi Wolf Foundation, dos jutges del Tribunal Suprem dels Estats Units i quatre guanyadors del premi Pulitzer. A més, els seus antics alumnes inclouen molts becaris Fulbright, Marshall Scholars, Gates Cambridge Scholars, Rhodes Scholars i membres del Congrés dels Estats Units.

## Rànquings
- Al Rànquing de Xangai de 2024 classifica la universtat en el segon lloc del món[21] i la segona també dels Estats Units d'Amèrica.[22]
- Al CWTS Leiden Ranking de 2024 està classificada en el lloc 23è del món, en el 5è de Nord-amèrica i en el 4t dels Estats Units.[23]
- Al QS World University Rankings de 2025 està classificada en el 6è lloc del món.[24]
- Al Times Higher Education Ranking de 2025 està classificada en el 6è lloc del món i en el 4t dels Estats Units.[25]
- La revista estatunidenca U.S. News & World Report al seu rànquing la classifica en 4t lloc.[26]

## Administració i organització
Stanford és una universitat privada sense ànim de lucre administrada com un fideïcomís corporatiu governat per un consell d'administració de nomenament privat amb un màxim de 38 membres. Actualment els administradors serveixen durant un mandat de cinc anys (amb no més de dos mandats consecutius) i es reuneixen cinc vegades a l'any. Els nous administradors són escollits pels administradors actuals per votació. Els administradors de Stanford també supervisen el Stanford Research Park, el Stanford Shopping Center, el Cantor Center for Visual Arts, el Stanford University Medical Center i altres instal·lacions mèdiques associades (inclòs l'Hospital Infantil Lucile Packard).
Stanford és el beneficiari d'una clàusula especial de la Constitució de Califòrnia, que eximeix explícitament les propietats de Stanford d'impostos sempre que la propietat s'utilitzi amb finalitats educatives.
L'associació Estudiants Associats de la Universitat Stanford (ASSU) és el govern estudiantil de Stanford i tots els estudiants matriculats en són membres. El seu lideratge electe està format pel Senat de Pregrau elegit pels estudiants de grau, el Consell d'Estudiants de Postgrau elegit pels estudiants de postgrau, i el President i el Vicepresident elegits per tot el cos estudiantil.

### Facultats
La universitat comta amb set escoles, tres d'elles (Humanitats i Ciències , Enginyeria i Sostenibilitat) tenen programes de postgrau i de grau, mentre que les escoles de Dret, Medicina, Educació i Negocis només tenen programes de postgrau :
- Escola d'Humanitats i Ciències (vint-i-set departaments)[33]
- Escola d'Enginyeria (nou departaments)[34]
- Escola Doerr de Sostenibilitat (nou departaments)[35]
- Escola de Dret[36]
- Escola de Medicina[37]
- Escola d'Educació[38]
- Escola de Negocis[39]

### Biblioteques
L'any 2014, la Biblioteca de la Universitat Stanford (Stanford University Libraries) té vint-i-quatre seus en total. La Biblioteca i Arxius de la Institució Hoover és un centre de recerca basat en la història del segle XX. Les biblioteques comten amb una col·lecció de més de 9,3 milions de volums, gairebé 300.000 llibres rars o especials, 1,5 milions de llibres electrònics, 2,5 milions de materials audiovisuals, 77.000 publicacions en sèrie, gairebé 6 milions de fons en microformes i milers d'altres recursos digitals. La biblioteca principal del sistema bibliotecari és l'anomenada Cecil H. Green Library, que també conté diverses sales de reunions i conferències, espais d'estudi i sales de lectura. La Biblioteca Lathrop (anteriorment Biblioteca Meyer, enderrocada el 2015) conté recursos multimèdia i allotja una de les col·leccions més grans de l'Àsia Oriental amb prop de 540.000 volums. La Stanford University Press publica uns 130 llibres a l'any en els àmbits de les humanitats, les ciències socials, el dret i els negocis. I amb més de 3.000 llibres publicats des de la seva fundació el 1892.

### Enciclopèdia de Filosofia
L'Enciclopèdia de Filosofia Stanford és una enciclopèdia en línia i un recurs acadèmic punter en l'àmbit de la filosofia, creat, publicat i mantingut per la universitat. L'enciclopèdia va ser fundada per l'investigador sènior de Stanford, Edward Zalta, el 1995.[165] Els autors que contribueixen a l'enciclopèdia cedeixen a la Universitat el dret de publicar els seu articles, però en reserven la resta de drets d'autor.

### Museus i art
Stanford acull el Cantor Arts Center, un museu establert el 1894 amb l'ajut del col·leccionista d'art B. Gerald Cantor. Avui dia consta de vint-i-quatre galeries, jardins d'escultures, terrasses que ocupen una superfície de 12.000 m². El museu allotja la col·lecció més gran d'escultures d'Auguste Rodin fora de París i del Museu Soumaya de Ciutat de Mèxic, amb 199 obres, incloent-hi inclouen un motlle original de bronze d'El pensador, la majoria en bronze però també en altres suports. El 2024, el Cantor va ser classificat pel diari Washington Post com un dels cinc millors museus universitaris d'art dels Estats Units. El museu està obert al públic i no cobra entrada.
La Galeria Thomas Welton Stanford, construïda el 1917, serveix com a recurs docent per al Departament d'Art i Història de l'Art, així com com a lloc d'exposicions. El 2014, Stanford va obrir la Col·lecció Anderson, un nou museu centrat en l'art americà de la postguerra i fundat a partir de la donació de 121 obres dels magnats del servei d'alimentació Mary i Harry Anderson. També hi ha instal·lacions artístiques a l'aire lliure per tot el campus, principalment escultures, però també alguns murals. El Jardí d'Escultures de Papua Nova Guinea, a prop de Roble Hall, presenta talles de fusta i tòtems.
El departament de música patrocina diversos conjunts, incloent-hi cinc cors, com l'Orquestra Simfònica de Stanford, el Stanford Taiko i el Stanford Wind Ensemble. Les activitats extraescolars inclouen grups de teatre com ara la Ram's Head Theatrical Society, els Stanford Improvisors, la Stanford Shakespeare Company i els Stanford Savoyards, un grup dedicat a interpretar les obres de Gilbert i Sullivan. Stanford també acull deu grups a cappella, com els Stanford Mendicants (el primer de Stanford), les Stanford Counterpoint (el primer grup íntegrament femení de la Costa Oest dels Estats Units), els Harmonics, els Stanford Fleet Street Singers, els Stanford Talisman, els Everyday People i els Stanford Raagapella.

## Campus
La major part de la Universitat es troba en un campus de 33,1 km² al centre de la península de San Francisco, un dels més grans dels Estats Units. Sovint es diu que Stanford té el campus contigu més gran del món (o dels Estats Units), però això depèn de les definicions que es prenguin. El Berry College, amb més de 105,2 km², el Paul Smith's College, amb 57,5 km², i l'Acadèmia de les Forces Aèries dels Estats Units, amb km², són més grans, però no se solen classificar com a universitats. La Universitat Duke, amb 34,8 km², té més terreny, però no és contigua. Tanmateix, la Universitat del Sud té més de 53 km². Està situat a la part nord-oest de la vall de Santa Clara (Silicon Valley), aproximadament a uns 60 km al sud-est de la ciutat de San Francisco i a uns 30 km al nord-oest de la de San Jose. I amb un impacte econòmic el 2006 de més de 2.000 milions de dòlars als comtat de Santa clara i San Mateo. El 2008, el 60% d'aquest terreny romania sense urbanitzar.
El Campus central de Stanford inclou la concentració de població designada pel cens de Stanford dins de l'àrea no incorporada del comtat de Santa Clara, tot i que alguns dels terrenys de la universitat (com el Stanford Shopping Center i el Stanford Research Park) es troben dins dels límits de la població de Palo Alto. El campus també inclou terrenys a l'àrea no incorporada del comtat de San Mateo (com són el Laboratori Nacional Accelerador SLAC i la Reserva Biològica de Jasper Ridge), així com terrenys dins els límits de les poblacions de Menlo Park (barri de Stanford Hills), Woodside i Portola Valley.
El campus central també inclou el llac Lagunita (un llac artificial estacional que s'utilitza per al reg), on viu la salamandra tigre de Califòrnia (Ambystoma californiense), un amfibi endèmic del nord de Califòrnia i en perill d'extinció. A partir del 2012, el llac Lagunita sovint estava sec i la universitat no tenia previst omplir-lo artificialment. Les fortes pluges del gener de 2023 van reomplir el llac fins als 2,4 metres. Dos altres embassaments, el llac Searsville al rierol San Francisquito i el llac Felt, es troben en seccions més remotes de la concessió fundacional.

### Campus central
El campus central de la universitat és adjacent a la població de Palo Alto, delimitat pel Camino Real, Stanford Avenue, Junipero Serra Blvd i Sand Hill Road, fora de la ruta estatal 82. El Servei Postal dels Estats Units li ha assignat dos codis postals: 94305 per al correu del campus i 94309 per l'apartat de correus. L'indicatiu regional telefònic és el 650.

### Fora del Campus central
- La Reserva Biològica de Jasper Ridge és una reserva natural de 490 hectàrees (4,90 km²) a l'oest del campus central, propietat de la universitat i utilitzada per a la recerca per investigadors i estudiants amb l'objectiu principal és comprendre el sistema de la Terra natural.[69]
- El Laboratori Nacional Accelerador SLAC és una instal·lació a l'oest del campus central gestionada pel Departament d'Energia de la Universitat. Conté l'accelerador lineal de partícules més llarg del món, amb 3,2 km en una superfície d'1,72 km².[70]
- L'Estació Marina Hopkins, a la població de Pacific Grove, és un centre de recerca en biologia marina propietat de la Universitat des del 1892. Situat a la costa del Pacífic dels Estats Units, és un dels laboratoris marins més antics. Inclou deu laboratoris de recerca i també s'utilitza per a fins d'exploració arqueològica.[71] Un estudiant de postgrau del departament d'antropologia va descobrir proves que la ubicació va ser la llar d'un poble de pescadors sinoamericà a principis del 1900.[72]
- Llocs d'estudi a l'estranger: a diferència dels típics programes d'estudi a l'estranger, la mateixa Universitat opera en diversos llocs d'arreu del món; per tant, cada lloc té professorat i personal resident de Stanford a més d'estudiants, creant una espècie de "mini-Stanford".[73]
- Campus de Redwood City per a moltes de les oficines administratives de la universitat a la població de Redwood City, a pocs quilòmetres al nord del campus central. El 2005, la universitat va comprar un petit campus de 14 ha al Midpoint Technology Park destinat a oficines de personal. El desenvolupament es va retardar per la recessió global.[74][75] El 2015, la universitat va anunciar un pla de desenvolupament,[76] i el campus de Redwood City va entrar en funcionament el març de 2019.[77]
- El Bass Center de Washington DC proporciona una base, inclòs allotjament, per al programa Stanford in Washington per a estudiants de grau[78] que inclou una petita galeria d'art oberta al públic.[79]
- El Stanford Center de la Universitat de Pequín, ubicat a l'edifici Lee Jung Sen, és un petit centre per a investigadors i estudiants en col·laboració amb aquesta universitat.[80][81]

### Residències pel professorat
Molts membres del professorat de Stanford viuen a l'anomenat "Faculty Ghetto", a poca distància a peu o en bicicleta del campus central. De manera similar a un condomini, les cases es poden comprar i vendre a altres professors de Stanford, però el terreny on s'aixequen les cases es lloga durant 51 anys amb la possibilitat de pròrrogues. Les cases del "gueto" s'aprecien i es deprecien com qualsevol immoble, però no tan ràpidament com els immobles de Silicon Valley.

### Altres usos
Part del terreny és gestionat per proporcionar ingressos a la universitat, com ara el Stanford Shopping Center i el Stanford Research Park. El districte escolar unificat de Palo Alto també lloga terrenys de Stanford a canvi d'un lloguer simbòlic per a diverses escoles, com ara la Palo Alto High School i la Gunn High School. El Camino Park, el parc més antic de la ciutat de Palo Alto, també es troba en terrenys de Stanford. Stanford també té el camp de golf de Stanford, i el centre eqüestre Stanford Red Barn, utilitzat per l'atletisme de Stanford, tot i que el camp de golf també pot ser utilitzat pel públic en general.

### Llocs destacables
Entre els llocs d'interès del campus hi ha el Main Quadrangle que és el cor i la part més antiga de la universitat. L'església Stanford Memorial, construïda el 1903 durant el Renaixement americà per Jane Stanford com a memorial pel seu marit. El Mausoleu de Stanford (que conté les restes de Leland Stanford Jr., i dels seus pares). La Torre Hoover, el Jardí Rodin d'Escultures, el Jardí d'Escultures de Papua Nova Guinea, el Jardí de Cactus d'Arizona dins l'Arborètum de la Universitat Stanford, la Cecil H. Green Library i el Stanford Dish (una radio antena de 46 m de diamtre).
La Casa Hanna-Honeycomb de Frank Lloyd Wright de 1937 i la Casa Lou Henry Hoover de 1919 figuren al Registre Nacional de Llocs Històrics. La White Memorial Fountain (també coneguda com "The Claw"), entre la Llibreria de Stanford i l'Old Union, és un lloc popular per reunir-se; dissenyada per Aristides Demetrios es va instal·lar el 1964 després d'un concurs nacional com a memorial per a dos germans de la promoció de 1949, William White i John White II, un dels quals va morir abans de graduar-se i l'altre al cap de tres anys.

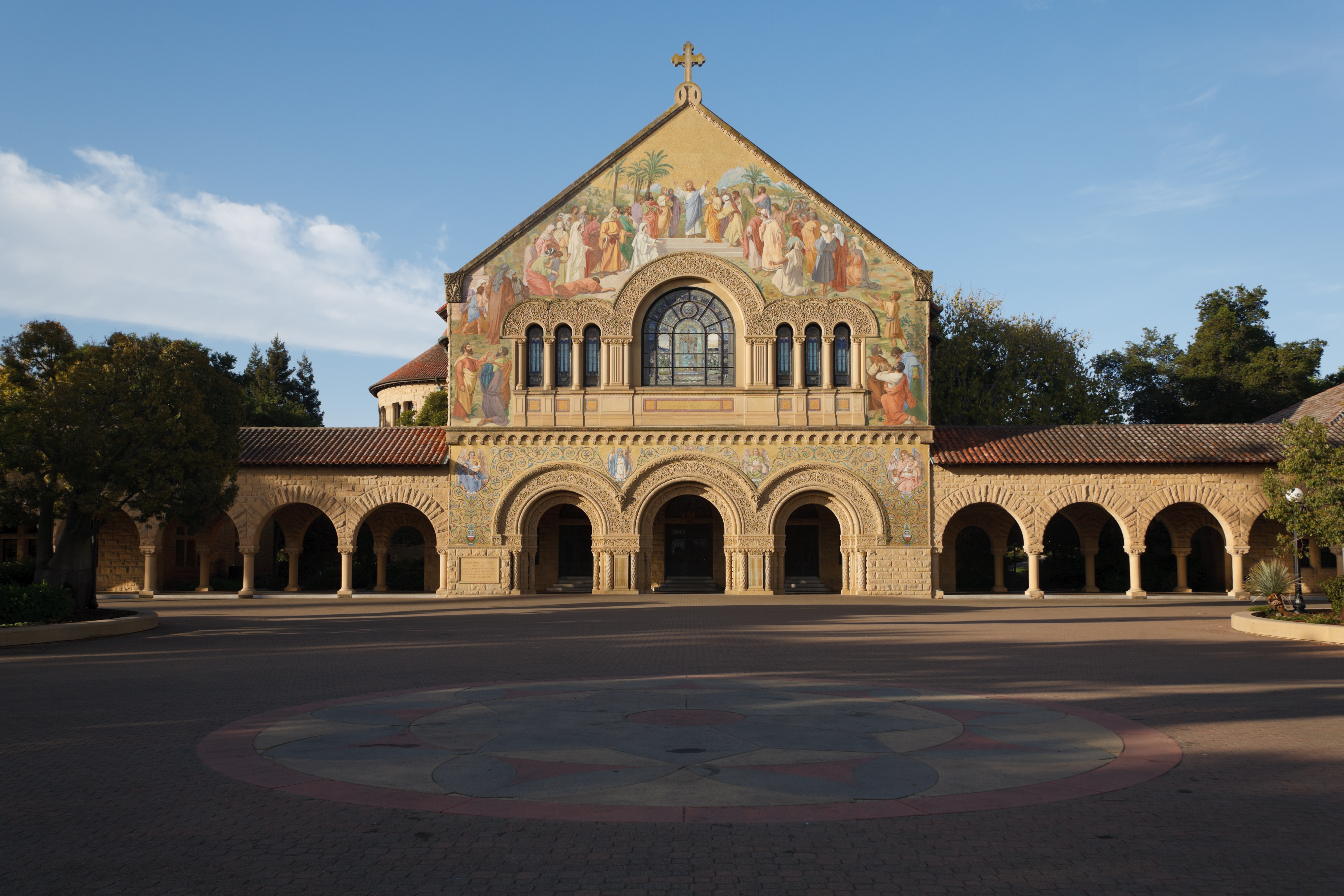
Església Stanford Memorial.
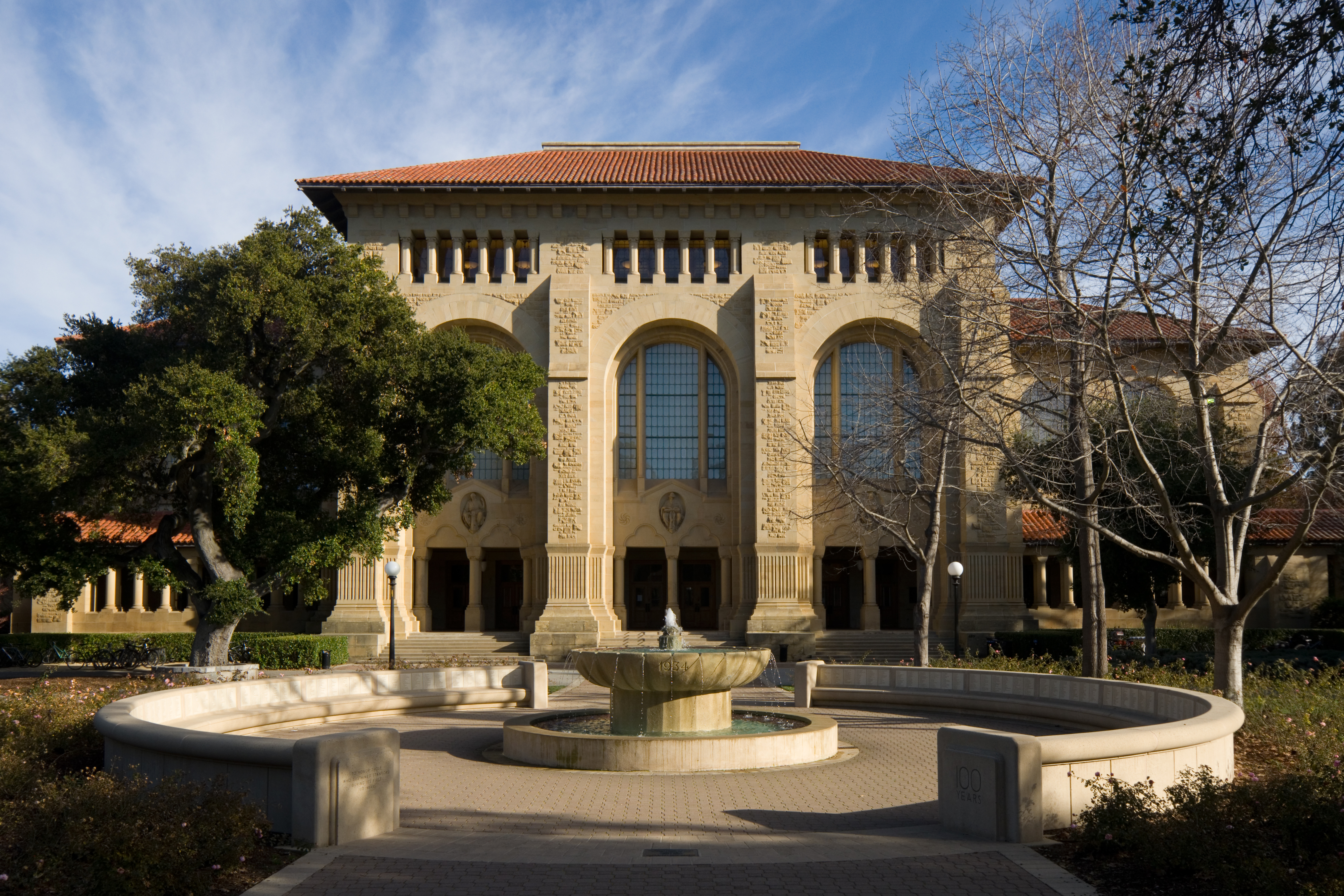
Biblioteca Cecil H. Green.
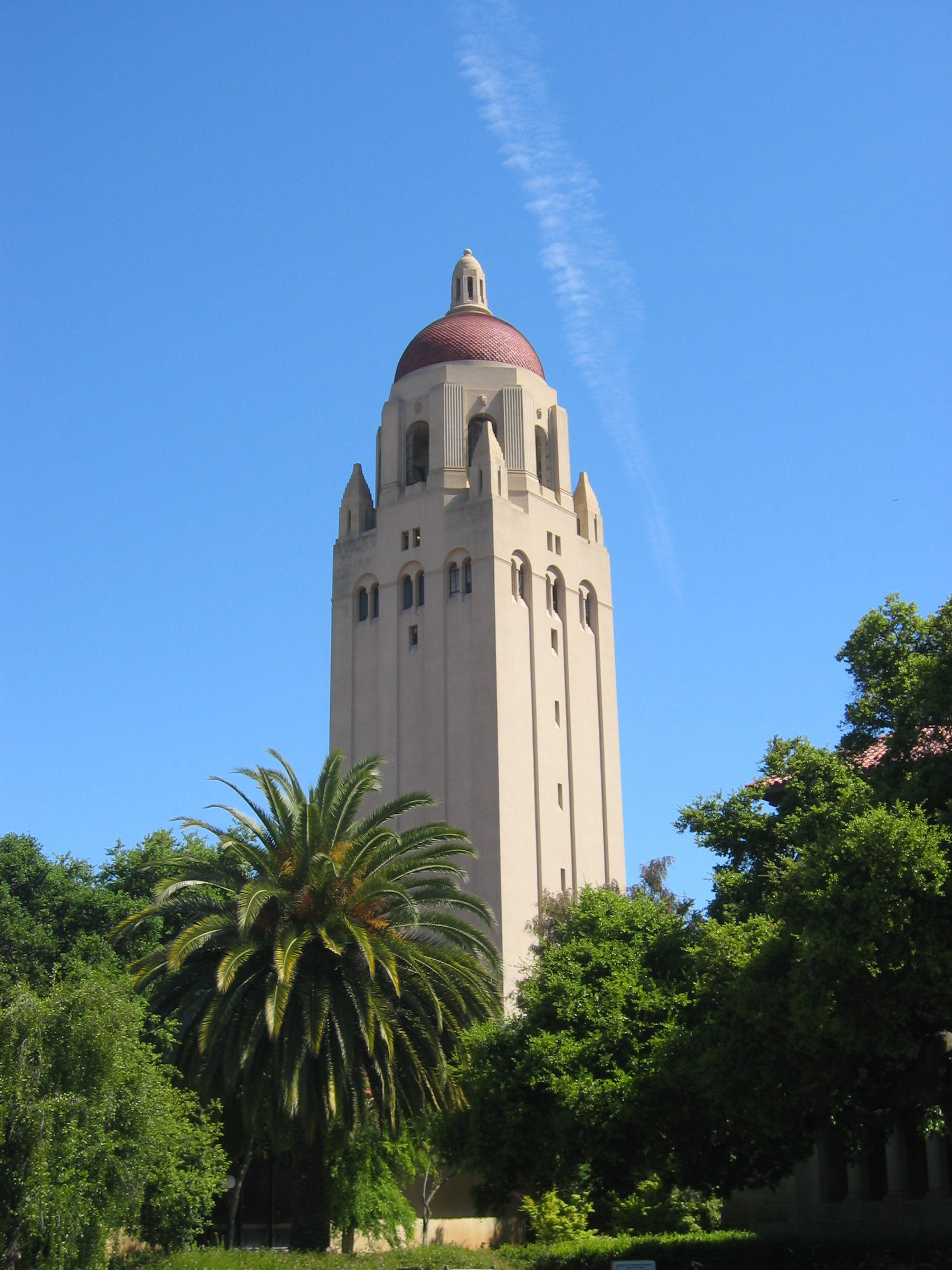
Torre Hoover.
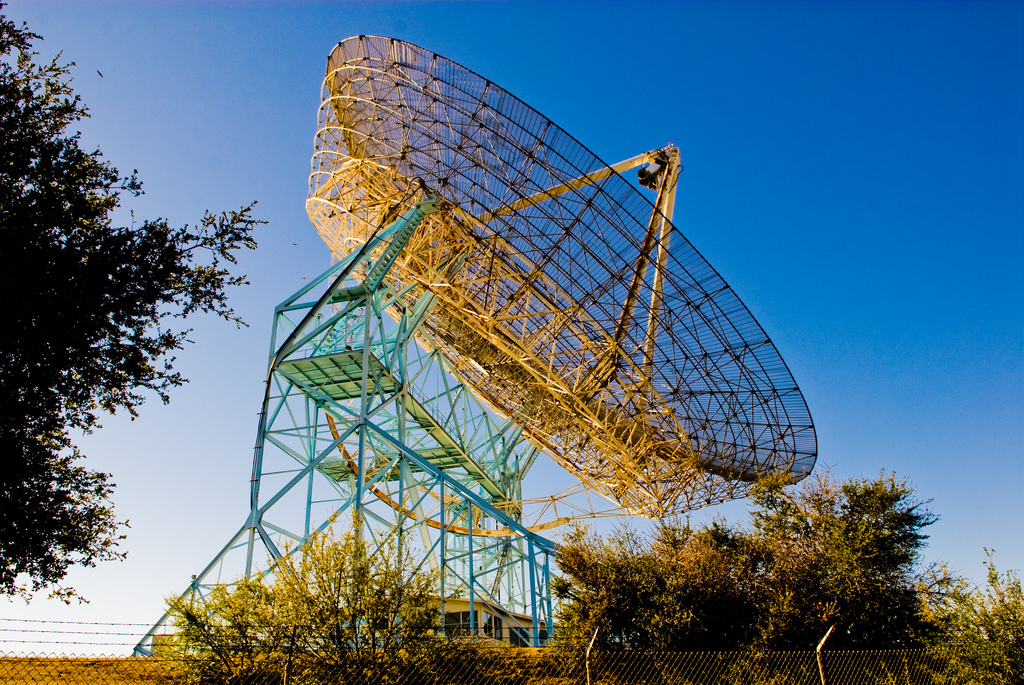
Stanford Dish.
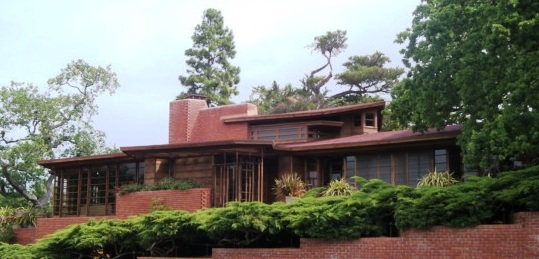
Casa Hanna-Honeycomb.
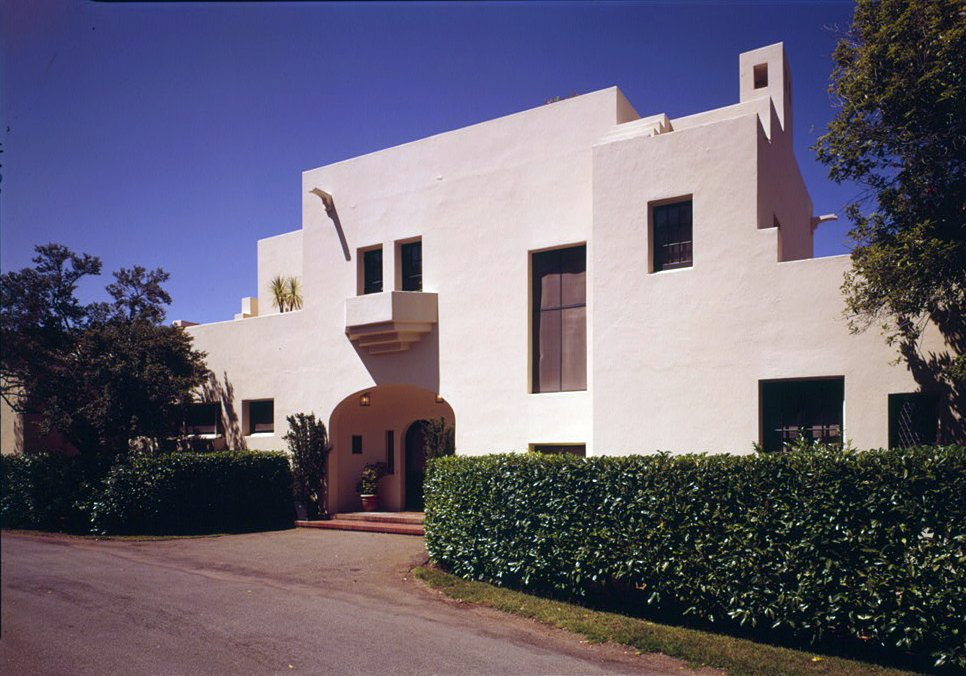
Casa Lou Henry Hoover.
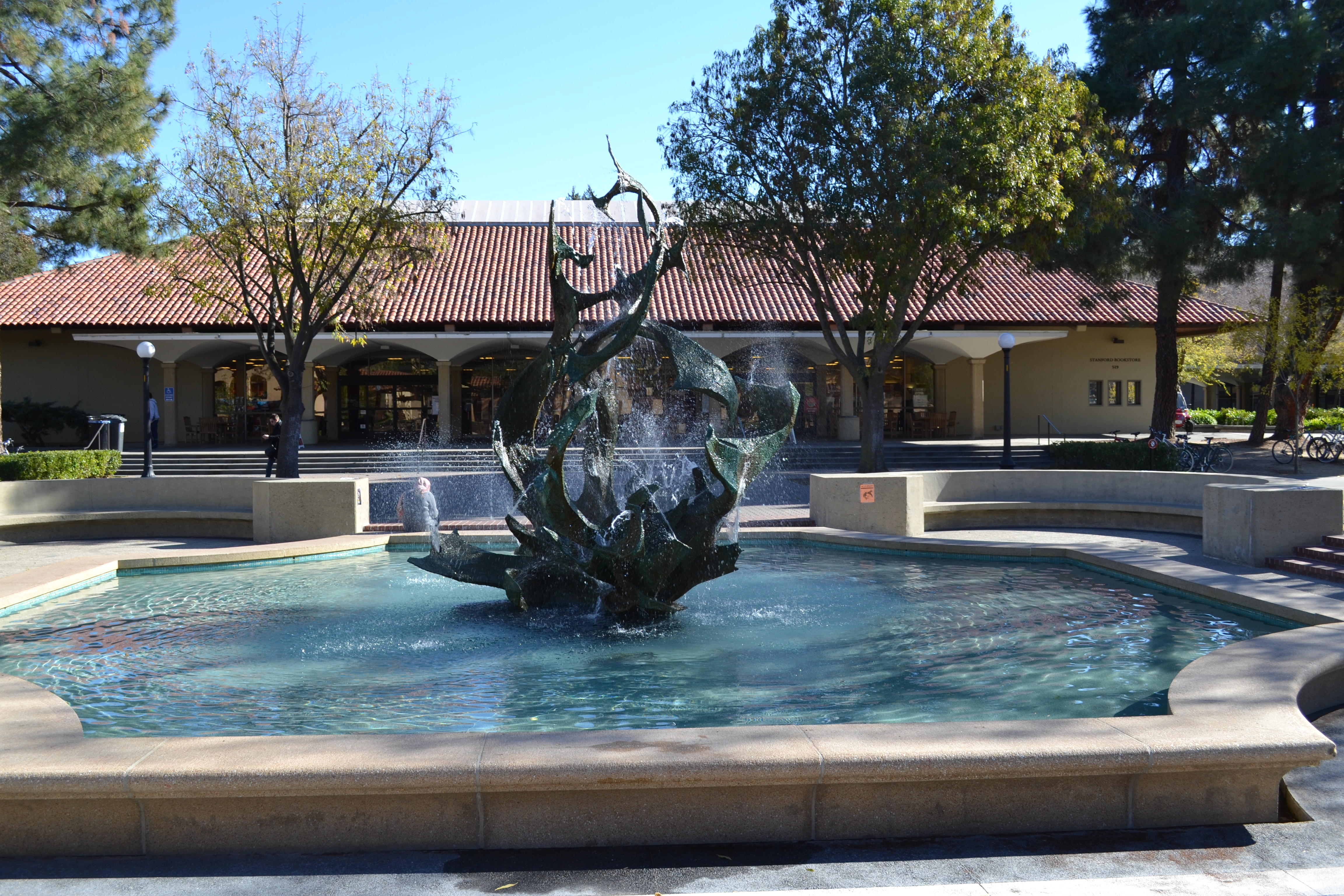
White Memorial Fountain.
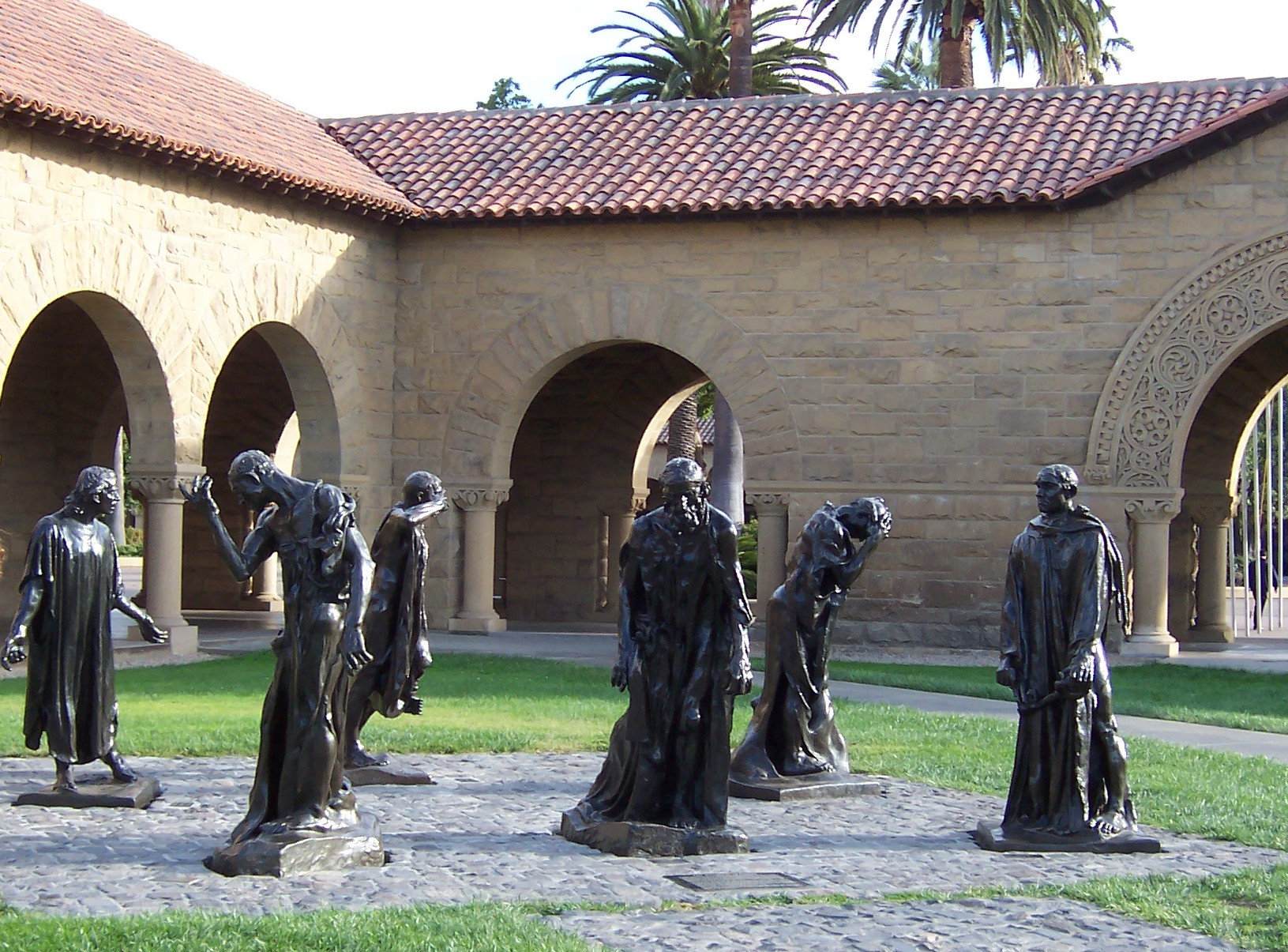
Escultura "Els burgesos de Calais", obra d'Auguste Rodin.
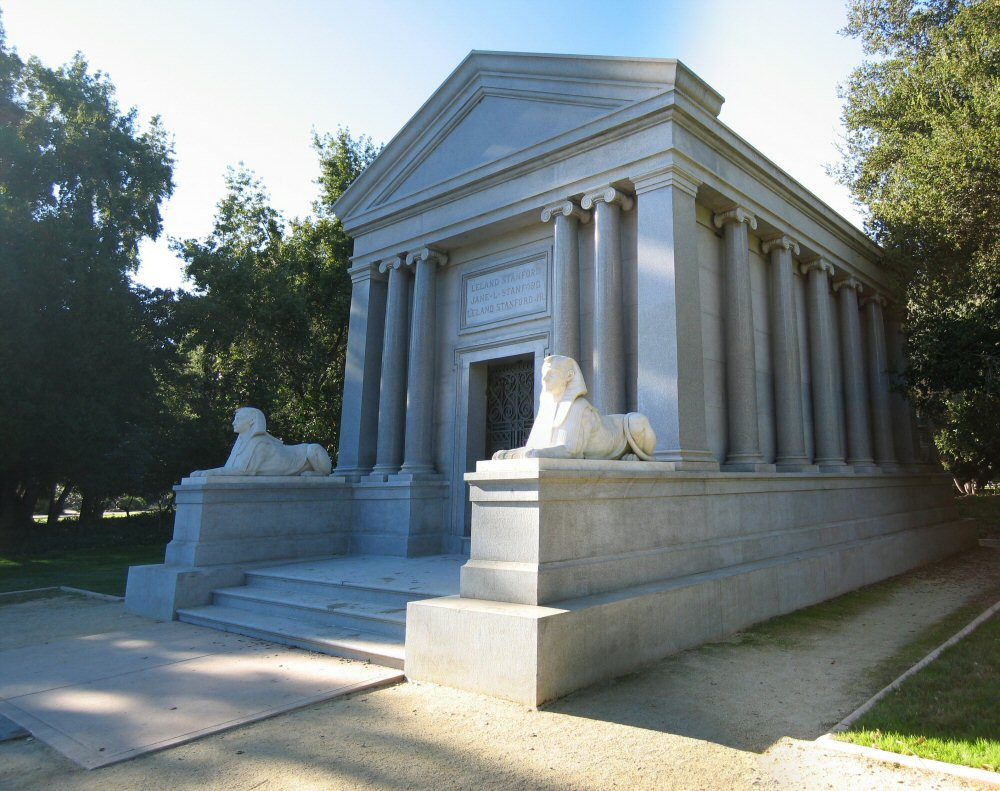
Stanford Mausoleum.

## Descobriments i innovació
Diversos descobriments importants han sortit dels laboratoris de la universitat que han acabat fructificant en empreses fundades per estudiants i professors de Stanford:

### Ciències naturals
- Biosíntesi de l'àcid desoxiribonucleic (ADN): Arthur Kornberg va descobrir els mecanismes de la síntesi biològica de l'àcid ribonucleic i l'àcid desoxiribonucleic, i va ser guardonat amb el Premi Nobel de Fisiologia o Medicina el 1959 pel seu treball a Stanford.[95]
- Enginyeria genètica: Stanley Cohen i Herbert Boyer van ser els primers científics a trasplantar gens d'un organisme viu a un altre, un descobriment fonamental per a l'enginyeria genètica.[96] Milers de productes s'han desenvolupat a partir del seu treball, com ara l'hormona del creixement humà o el vaccí contra l'hepatitis B.
- Làser: Arthur Leonard Schawlow va compartir el Premi Nobel de Física de 1981 amb Nicolaas Bloembergen i Kai Siegbahn pel seu treball sobre els làsers.[97]
- Ressonància magnètica nuclear: Felix Bloch, fou guardonat el 1952, juntament amb Edward Mills Purcell, amb el Premi Nobel de Física pels seus estudis, per separat, sobre la mesura de camps magnètics en el nucli atòmic, i la ressonància magnètica nuclear.[98]

### Informàtica i ciències aplicades
- ARPANET: L'Institut de Recerca de Stanford va ser la seu d'un dels quatre nodes originals d'ARPANET. A principis de 1970, el projecte de recerca de Bob Kahn i Vint Cerf sobre la interconnexió en xarxa, més tard DARPA, el va formular com a TCP (Programa de Control de Transmissió).[99]
- Internet: Stanford va ser el lloc on es va dur a terme el disseny original d'Internet. Vint Cerf va dirigir un grup de recerca per elaborar el disseny dels Protocols de Control de Transmissió (TCP/IP) que originalment va cocrear amb Robert E. Kahn el 1973 i que va formar la base de l'arquitectura d'Internet.[100]
- Síntesi de Modulació de Freqüència: John Chowning, del departament de música, va inventar l'algoritme de síntesi musical FM el 1967, i Stanford el va llicenciar més tard a Yamaha Corporation.[101][102]
- Google: Google va començar el gener de 1996 com un projecte de recerca de Larry Page i Sergey Brin, quan tots dos eren estudiants de doctorat a Stanford.[103] Treballaven en el Stanford Digital Library Project (SDLP), que es va iniciar el 1999. L'objectiu era "desenvolupar les tecnologies facilitadores per a una biblioteca digital única, integrada i universal",[104] i va ser finançat a través de la National Science Foundation, entre altres agències governamentals.[105] Avui dia, Google és una de les marques més valuoses del món.
- Tub de Klystron: inventat pels germans Russell i Sigurd Varian a Stanford.[106] El seu prototip es va completar i demostrar amb èxit el 30 d'agost de 1937.[107] Després de la seva publicació el 1939, la notícia del klystron va influir immediatament en la feina dels investigadors nord-americans i britànics que treballaven en equips de radar.[108]
- RISC – Projecte VLSI de disseny de microprocessadors finançat per DARPA. Stanford i la UC Berkeley són les més associades amb la popularització d'aquest concepte. El Stanford MIPS es comercialitzaria com l'arquitectura MIPS d'èxit, mentre que Berkeley RISC va donar el seu nom a tot el concepte, comercialitzat com SPARC. Un altre èxit d'aquesta època van ser els esforços d'IBM que finalment van conduir a l'arquitectura del conjunt d'instruccions IBM POWER, PowerPC i Power ISA. A mesura que aquests projectes maduraven, una àmplia varietat de dissenys similars van aparèixer a finals dels anys 1980 i especialment a principis dels 1990, representant una força important en el mercat de les estacions de treball Unix, així com processadors integrats en impressores làser, encaminadors i productes similars.
- Estació de treball SUN: Andy Bechtolsheim va dissenyar l'estació de treball SUN,[223] per al projecte de comunicacions de xarxa de la Universitat Stanford com a estació de treball CAD personal,[109] que va donar lloc a Sun Microsystems.
- MIMO: Arogyaswami Paulraj i Thomas Kailath van inventar les comunicacions per ràdio de múltiples entrades i múltiples sortides (MIMO), que impliquen l'ús simultàniament de múltiples antenes en receptors i transmissors. Inventat el 1992, el MIMO és un element essencial en moltes tecnologies sense fil modernes actuals.[110]

### Empreses emergents
Silicon Valley és vista arreu del món com un dels centres més importants de l'activitat de les empreses emergents, i la comunitat de Stanford hi té un paper important. Stanford és una de les universitats amb més èxit del món en la creació d'empreses i la llicència dels seus invents a empreses existents, i sovint es considera el model de transferència de tecnologia. L'Oficina de Llicències de Tecnologia de Stanford és responsable de comercialitzar la recerca universitària, la propietat intel·lectual i els projectes desenvolupats per la universitat. Es descriu la universitat com una universitat amb una forta cultura empresarial en què s'anima els estudiants, i sovint es finança, a llançar les seves pròpies empreses. Les empreses fundades per antics alumnes de Stanford generen més de 2,7 bilions de dòlars en ingressos anuals i han creat uns 5,4 milions de llocs de treball des de la dècada de 1930. Si es combinessin aquestes empreses formarien la desena economia més gran del món.
Entre les empreses que s'hi van originar, destaquen les següents:
- Hewlett-Packard (1939): cofundada per William Hewlett (BS, PhD) i David Packard (MS)[116]
- Silicon Graphics (1981): cofundada per James H. Clark (professor associat) i diversos dels seus estudiants de postgrau.[117]
- Sun Microsystems (1982): cofundada per Vinod Khosla (MBA), Andy Bechtolsheim (PhD) i Scott McNealy (MBA).[118]
- Cisco Systems (1984): cofundada per Leonard Bosack (MS) i Sandy Lerner (MS), estaven a càrrec dels grups d'operacions informàtiques de Stanford Computer Science i de l'Escola de Negocis, respectivament, quan es va desenvolupar el maquinari.[119][120]
- Nvidia (1993): cofundada per Jensen Huang (MS).[121]
- Yahoo! (1994): cofundada pels estudiants Jerry Yang (BS, MS) i David Filo (MS).[122]
- Netflix, 1997: cofundada per l'estudiant Reed Hastings (MS).[123]
- Google (1998): cofundada pels estudiants Larry Page (M.S) i Serguei Brin (M.S).[124]
- PayPal (1998): cofundada pels estudiants Ken Howery (BA), Peter Thiel (BA, JD), Elon Musk (acceptat al programa de postgrau tot i que mai es va  matricular).[125]
- VMware (1998): cofundada pel professor Mendel Rosenblum[126] i Edouard Bugnion (MS).[127]
- LinkedIn (2002): cofundada pels estudiants Reid Hoffman (BS), Konstantin Guericke (BS, MS), Eric Lee (BS), i Alan Liu (BS).[128]
- YouTube (2005): cofundada per l'estudiantJawed Karim (MS).[129]
- Instagram (2010): cofundada pels estudiants Kevin Systrom (BS) i Mike Krieger (BS).[130][131]
- Snapchat (2011): cofundada pels estudiants Evan Spiegel (BS), Reggie Brown (BS) i Bobby Murphy (BS).[132]
- Coursera, 2012:[248] cofundada pel professor associat Andrew Ng i Daphne Koller (professora, PhD).[133]
- DoorDash (2013): cofundada pels estudiants Tony Xu (MBA) i Evan Moore (MBA).[134]

## Vida universitària
Stanford va matricular 7.904 estudiants de grau i 10.721 estudiants de postgrau durant el curs escolar 2024-2025, d'un total de 57.326 sol·licituds. Les dones representaven el 48,1% i els homes el 51,9% dels matriculats. El curs acadèmic 2024-25, el 96% dels estudiants de grau vivien en allotjaments universitaris. Els estudiants de primer any de grau han de viure al campus i tots els estudiants de grau tenen garantit l'allotjament durant els quatre anys de grau per mitjà de diferents tipus d'allotjament com són residències, cooperatives, cases adossades i fraternitats (un 20,9% dels estudiants) o sororitats (un 24,9% de les estudiants).

### Fraternitats
Les fraternitats i sororitats han estat actives al campus de Stanford des del 1891, quan la universitat va obrir per primera vegada. El 1944, el president de la universitat, Donald Tresidder, va prohibir totes les sororitats de Stanford a causa de la forta competència. Tanmateix, després del Títol IX (una llei federal de drets civils que es va promulgar com a part (Títol IX) de les Esmenes d'Educació de 1972 i que prohibeix la discriminació per sexe a qualsevol escola o qualsevol altre programa educatiu que rebi finançament del govern federal dels Estats Units), el Consell d'Administració va aixecar la prohibició el 1977 després de 33 anys. Els estudiants no poden unir-se a una fraternitat o sororitat fins al trimestre de primavera del seu primer any. El curs 2023-24 Stanford tenia vint-i-quatre fraternitats amb 1.735 membres.

### Associacions
Stanford té més de 700 associacions estudiantils. Els grups sovint, tot i que no sempre, són finançats parcialment per la universitat a través d'assignacions dirigides per l'organització del govern estudiantil, l'ASSU. Les associacions abasten des d'esports i recreatius, a àmbits com són els de dret, medicina, política, consciència social, identitat, mitjans de comunicació/publicacions, art, religió o filosofia. A diferència de moltes altres universitats selectives, la política de Stanford estableix que tots els clubs estudiantils reconeguts estiguin "àmpliament oberts" perquè tots els estudiants interessats s'hi puguin apuntar.
També acull un gran nombre d'associacions estudiantils preprofessionals, amb l'objectiu que va des de la incubació d'empreses emergents fins a la consultoria remunerada. La Business Association of Stanford Entrepreneurial Students és una de les organitzacions professionals més grans de Silicon Valley, amb més de 5.000 membres. El seu objectiu és donar suport a la propera generació d'emprenedors. StartX és una acceleradora d'empreses emergents sense ànim de lucre dirigida per estudiants i professors. Stanford Women In Business és una organització empresarial al campus, destinada a ajudar les dones de Stanford a trobar camins cap a l'èxit en la indústria tecnològica. Stanford Marketing és un grup d'estudiants que ofereix als estudiants formació pràctica a través de projectes de consultoria d'investigació i estratègia amb clients de Fortune 500, així com tallers dirigits per persones de la indústria i professors de l'Escola de Negocis de la pròpia univeritat. Stanford Finance ofereix mentoria i pràctiques per a estudiants que volen iniciar una carrera en finances. Stanford Pre Business Association té com a objectiu construir connexions entre la indústria, els antics alumnes i les comunitats estudiantils.
I també diversos grups acadèmics centrats en el govern i la política, com ara Stanford in Government i Stanford Women in Politics. La Stanford Society for Latin American Politics és la primera organització estudiantil de Stanford centrada en el desenvolupament polític, econòmic i social de l'Amèrica Llatina, i que treballa per augmentar-ne la representació i l'estudi al campus.

### Mitjans de comunicació
El Stanford Daily és un diari dirigit per estudiants i s'ha publicat des que es va fundar la universitat el 1892. L'emissora de ràdio, KZSU Stanford 90.1 FM, també dirigida per estudiants ofereix programació musical de format lliure, comentaris esportius i segments de notícies. Va començar a emetre el 1947 com a emissora de ràdio AM. The Stanford Review és un diari estudiantil conservador fundat el 1987. The Fountain Hopper (FoHo) és una publicació universitària financerament independent i anònima dirigida per estudiants.[325] Stanford també acull nombrosos grups d'estudiants dedicats al medi ambient i la sostenibilitat, com ara Students for a Sustainable Stanford, Students for Environmental and Racial Justice i Stanford Energy Club.

### Tradicions
- "Hail, Stanford, Hail!" és l'himne de Stanford cantat de vegades en cerimònies o adaptat[156] pels diferents grups de cant universitari. Va ser escrit el 1892 pel professor d'enginyeria mecànica Albert W. Smith i la seva dona, Mary Roberts Smith, però no va ser adoptat oficialment fins després d'una actuació al campus el març de 1902 pel Cor del Tabernacle Mormó.[157][158]
- "Big Game". És el partit de futbol americà de màxima rivalitat entre els equips Stanford Cardinal de la Universitat Stanford i els Califòrnia Golden Bears de la Universitat de Califòrnia a Berkeley. Es va jugar per primer cop el 1892 i és una de les rivalitats universitàries més antigues dels Estats Units.
- "The Stanford Axe". És el trofeu guanyat pel guanyador del Big Game, intercanviat només quan sigui necessari. La destral es va originar l'any 1899 quan el líder d'animació de Stanford, Billy Erb, va fer servir una destral de llenyataire per inspirar l'equip. Stanford va perdre i la destral va ser robada pels estudiants de Berkeley després del partit. El 1930, els estudiants de Stanford van organitzar un elaborat robatori per recuperar la destral. L'any 1933, les escoles van acordar bescanviar-lo com a premi per guanyar el Big Game.[159] A partir del 2021, un restaurant situat al centre del campus de Stanford s'anomena "The Axe and Palm" en referència al premi.[160]
- "Big Game Gaieties". Durant la setmana anterior al Big Game, un musical original de 90 minuts (escrit, compost, produït i interpretat pels estudiants de la Ram's Head Theatrical Society) es representa a l'Auditori Memorial.[161]
- "Full Moon on the Quad". Un esdeveniment anual al Main Quad del campus central, on els estudiants es reuneixen per besar-se a partir de la mitjanit. Organitzat pel gabinet de la classe més jove, l'esdeveniment inclou actuacions de música i dansa.[162]
- "El Pacte de Matrimoni de Stanford". Un esdeveniment anual de casament on milers d'estudiants completen un qüestionari sobre els seus valors i, posteriorment, se'ls emparella amb la millor persona per fer un "pacte matrimonial".[163]
- "Fountain Hopping". En qualsevol època de l'any, els estudiants recorren alguna de les 25 fonts del campus principal de Stanford per banyar-se.[162][164]
- "Mausoleum Party". Una festa anual de halloween al mausoleu de Stanford. Una tradició de més de 20 anys. El 2008, va ser allotjat a Old Union en lloc del mausoleu. L'any 2009, després dels esforços de recaptació de fons dels Presidents de la Classe Júnior i de l'Executiu de l'Associació d'estudiants, la festa va poder tornar al Mausoleu tot i la retallada pressupostària de principis d'any.[162][165][166]
- "Wacky Walk". Els graduats entren a l'Estadi de Stanford en una gran processó amb vestits absurds.[167]
- "Steam Tunneling". Stanford té una xarxa de túnels subterranis revestits de maó que condueixen la calefacció central a més de 200 edificis mitjançant canonades de vapor. Els estudiants de vegades ressegueixen aquests passadissos portant llanternes i ampolles d'aigua.[168] La revista Stanford va nomenar el túnel de vapor com una de les "101 coses que has de fer" abans de graduar-te a la Granja l'any 2000.[169]
- "Band Run". Un festival anual a començament de l'any escolar, on la banda de música recull estudiants de primer any dels dormitoris de tot el campus mentre s'atura per actuar a cada lloc, que culmina amb una actuació final al Main Quad.[162]
- "Ball vienès". Un ball formal amb valsos que es va iniciar inicialment a la dècada de 1970 per estudiants que tornaven del programa a l'estranger de Stanford a Viena (fins al 1987). Actualment és obert a tots els estudiants.[170]
- "Die Luft der Freiheit weht". Lema no oficial de Stanford, seleccionat pel president Jordan. Traduït de l'alemany, aquesta cita d'Ulrich von Hutten significa: "El vent de la llibertat bufa". El lema va ser controvertit durant la Primera Guerra Mundial, quan qualsevol cosa en alemany era sospitosa i la universitat va desautoritzar que aquest lema fos oficial.[171] Va ser oficialitzat mitjançant la incorporació al segell oficial per part del patronat el desembre de 2002.[172]
- "Degree of Uncommon Man/Woman". Stanford no atorga títols honorífics,[173] però el 1953 Stanford Associates, part de l'organització d'antics alumnes de Stanford, va crear el "grau d'home poc comú/dona poc comuna", per reconèixer els antics alumnes que donen un servei rar i extraordinari a la universitat. S'atorga no en els intervals establerts, sinó només quan el rector de la universitat considera oportú reconèixer el servei extraordinari. Guardonats amb aquest premi han estat Herbert Hoover, Bill Hewlett, Dave Packard, Lucile Packard o John Gardner.[174]

### Esports

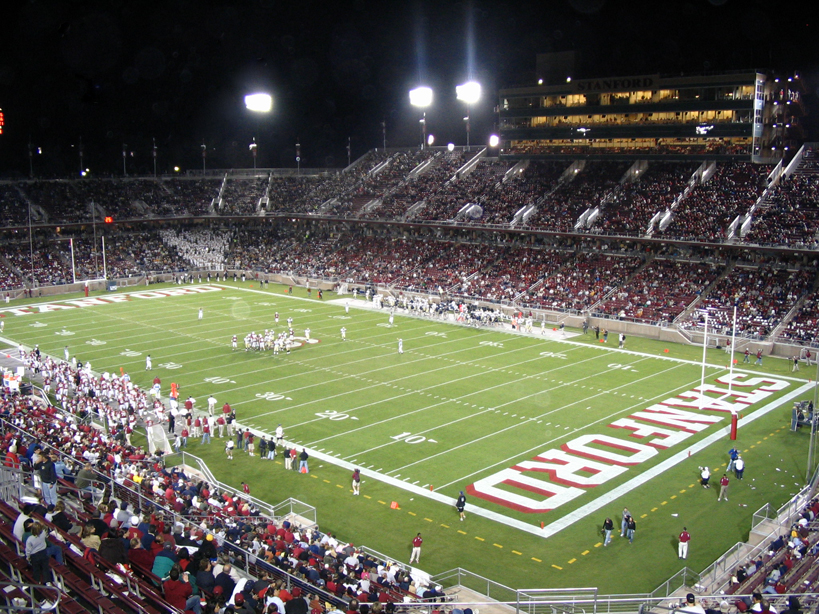
Panoràmica del Stanstadium.

El curs acadèmic 2024-25, Stanford competeix en 36 esports universitaris —20 per a dones, 16 per a homes (la vela és un esport mixt)— i 50 clubs. Entre els quals destaca per sobre de tot, l'atletisme, amb l'equip Stanford Athletics que a més a més dóna suport a les classes acadèmiques d'educació física a tot el campus.
Fins al maig de 2024, Stanford ha guanyat 137 campionats per equips (71 masculins, 66 femenins) de la National Collegiate Athletic Association (NCAA), més que cap altra univeristat. Stanford ha guanyat un campionat per equips de la NCAA cada cada temporada durant 49 anys consecutius des de 1976–77. Ha guanyat 26 copes de directors NACDA de 30 possibles, atorgades anualment al programa d'esports universitaris més reeixit de la nació. I també compta amb 562 campionats individuals de la NCAA. Cap altra escola de la Divisió I es troba a menys de 100 del total de Stanford. 196 atletes afiliats a Stanford han guanyat un total de 355 medalles olímpiques d'estiu (162 d'or, 93 de plata, 80 de bronze). Stanford va concloure els Jocs Olímpics de París de 2024 amb un rècord escolar de 39 medalles (12 d'or, 14 de plata, 13 de bronze), que representen la majoria de medalles d'estudiants esportistes guanyades en uns Jocs Olímpics per qualsevol universitat. Els cardinals ha controibuït amb almenys un medallista en cadascun dels Jocs Olímpics en què els Estats Units han competit des de 1912.

#### La mascota
El sobrenom de l'equip de Stanford és "Cardinal", referint-se al color cardenal (una tonalitat de vermell molt viva) (no a l'ocell del mateix nom). La universitat no té una mascota oficial, tot i així, l'arbre de Stanford és la mascota de la banda de música de Stanford (oficialment, Leland Stanford Junior University Marching Band). L'arbre ha estat anomenat una de les mascotes universitàries més estranyes i controvertides d'Amèrica. I apareix regularment a les primeres posicions de les llistes de "pitjors mascotes" d'Internet, però el 2011 també va aconseguir col·locar-se en almenys una llista de les 50 millors mascotes.
El 1930, després d'una votació unànime del comitè executiu de l'Associació d'Estudiants (ASSU), el departament d'atletisme va adoptar una nova mascota (l'indi). Des de 1930 fins a 1972, els equips esportius de Stanford havien estat coneguts com "els indis" i durant el període de 1951 a 1972, el "Príncep Lightfoot" (interpretat per Timm Williams, membre de la tribu Yurok) va ser la mascota oficial. Però el 1972, estudiants i personal nadius americans van pressionar amb èxit el president de la Universitat, Richard Lyman, per abolir el nom "indi" juntament amb el que havien arribat a percebre com una mascota ofensiva i degradant. Els equips de Stanford van tornar extraoficialment al nom "Cardinal", el color que havia representat l'escola abans de 1930.
Des de 1972 fins a 1981, el sobrenom oficial de Stanford va ser "Cardinal", però, durant aquest temps, hi va haver un debat entre estudiants i administradors sobre quin hauria de ser la mascota i el nom de l'equip. Un referèndum estudiantil de 1972 sobre el tema va ser a favor de la restauració de l'indi, mentre que un segon referèndum de 1975 va ser en contra. La votació de 1975 va incloure noves propostes, moltes d'elles al·ludint a la indústria del fundador de la universitat, el magnat Leland Stanford: els "Robber barons", les "Sequoies", els "Trees", els "Cardinals", els "Railroaders", els "Spikes" o els "Huns". El seu rival esportiu tradicional és la Universitat de Califòrnia a Berkeley (UC Berkeley). El guanyador del "Big Game" anual, partit entre els equips de futbol americà dels Califòrnia Golden Bears de la UC Berkeley i l'equip dels Stanford Cardinal de la Universitat Stanford, guanya la custòdia el trofeu de l'Stanford Axe.

### Seguretat
El Departament de Seguretat Pública de Stanford és responsable de l'aplicació de la llei i la seguretat al campus principal. Els seus membres són agents de l'autoritat per acord amb l'Oficina del Xèrif del Comtat de Santa Clara. La protecció contra incendis n'és responsable per contracte el Departament de Bombers de Palo Alto des del 1976. Els casos d'assassinats són estranys al campus, tot i que n'hi ha hagut alguns com el de l'estudiant Arlis Perry el 1974 a l'Església Memorial de Stanford, que no es va resoldre fins al 2018. O el cas de l'alumne de postgrau Theodore Streleski que va assassinar el seu professor assesor el 1978.

#### People v. Turner
La nit del 17 al 18 de gener de 2015, Chanel Miller, de 22 anys, que visitava el campus per assistir a una festa a la fraternitat Kappa Alpha Order, va ser agredida sexualment per Brock Turner, un estudiant-atleta de primer any de dinou anys. Dos estudiants de postgrau de Stanford van presenciar l'atac i van poder-lo retenir fins que va arribar la policia. Stanford va derivar immediatament el cas als fiscals i va oferir teràpia a Chanel Miller, i en dues setmanes va prohibir l'entrada a Turner al campus després de dur a terme una investigació. Turner va ser condemnat per tres delictes greus el març de 2016 i el juny de 2016 va rebre una pena de presó de sis mesos i va ser declarat delinqüent sexual, cosa que va obligar-lo a registrar-se com a tal. Els fiscals havien sol·licitat una pena de presó de sis anys dels 14 anys màxims possibles. El cas i la sentència relativament indulgent va atreure l'atenció de tot el país. Dos anys més tard, el jutge del cas, Aaron Persky, graduat a Stanford, va ser destituït pels votants.

#### Joe Lonsdale
El febrer de 2015, Elise Clougherty va presentar una demanda per agressió sexual i assetjament contra l'inversor de capital de risc Joe Lonsdale. Lonsdale i Clougherty van tenir una relació a la primavera de 2012 quan ella era estudiant júnior i ell va ser el seu mentor en un curs d'emprenedoria a la universitat. A la primavera de 2013, Clougherty havia trencat la relació i va presentar una denúncia a Stanford que Lonsdale havia trencat la política de la universitat en contra de les relacions consensuades entre estudiants i professors i que l'havia agredit i assetjat sexualment, el que provocà que Lonsdale tingués prohibida l'entrada a Stanford durant un període de 10 anys. Lonsdale va acusar de difamació Clougherty. El novembre de 2015, Clougherty va retirar la seva demanda i Lonsdale també la seva contrademanda. Stanford va aixecar-li la prohibició d'accés al campus, i un portaveu va afirmar que "les noves proves que van sortir a la llum durant el litigi" els havien fet decidir que no havia violat la política del campus.

## Història

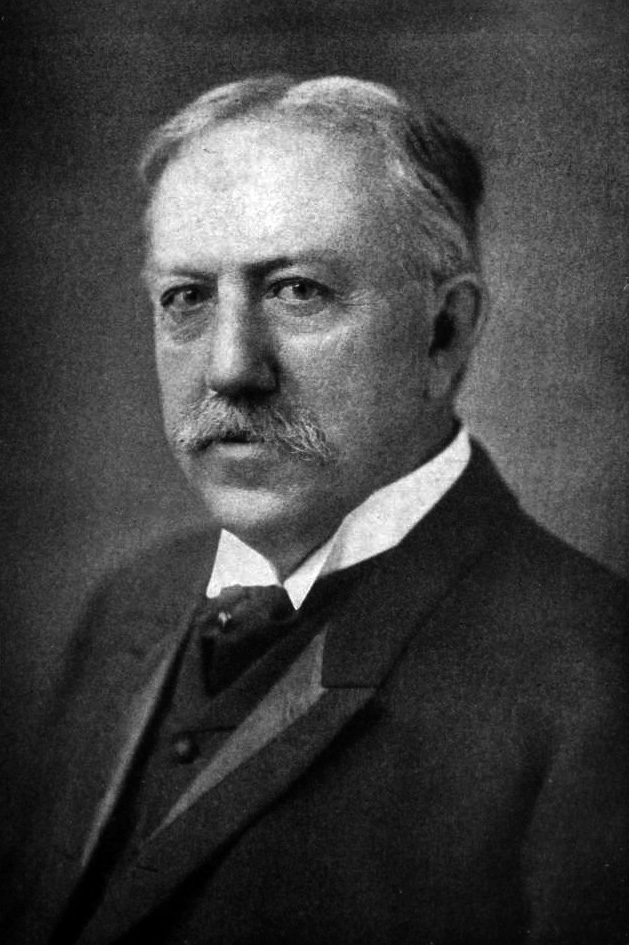
David Starr Jordan, naturalista, ictiòleg i primer president de Stanford.

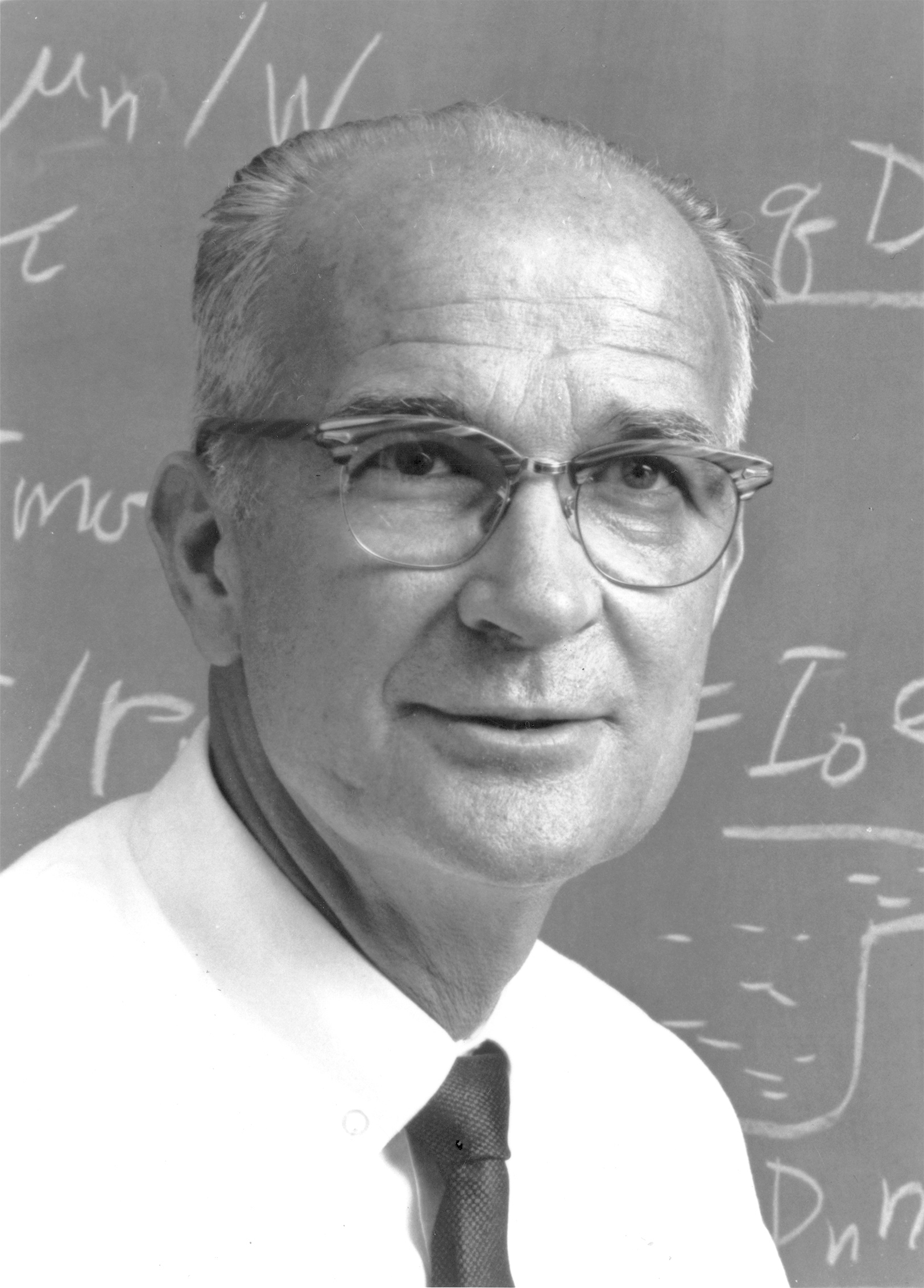
William Shockley, professor de Stanford, premi Nobel de física i "pare" de Silicon Valley.

Stanford fou fundada el 1885 per Leland Stanford, antic governador i senador de Califòrnia i magnat del ferrocarril, i la seva dona, Jane Lathrop Stanford, en record del seu únic fill, Leland Stanford, Jr., que havia mort als 15 anys de febre tifoide l'any anterior. Es va inaugurar l'1 d'octubre de 1891, a l'antiga granja dels Stanford que tenien a Palo Alto, com a institució mixta i no religiosa prenent com a model les grans universitats de l'est del país, concretament la Universitat Cornell a Ithaca (Nova York). En els seus primers anys de vida se l'anomenava sovint com la "Cornell de l'oest". Aquesta comparació es va deure en gran part al fet que un nombre important del seu professorat eren antics alumnes de Cornell, fins i tot el seu primer president, David Starr Jordan, i el seu segon president, John Casper Branner. Tant Cornell com Stanford van ser de les primeres a fer l'educació superior accessible, no sectaria i inclusiva de dones i homes. Cornell és reconeguda com una de les primeres universitats nord-americanes a adoptar aquest enfocament progressista de l'educació, i Stanford ràpidament va seguir-la, consolidant el seu compromís amb aquests ideals.
Des d'una perspectiva arquitectònica, els Stanford van intentar distingir la seva universitat emulant l'estil dels edificis universitaris anglesos alhora que incorporaven elements de l'herència local de Califòrnia. Especificaven a la beca fundacional que els edificis haurien de "ser com les antigues cases de tova dels primers temps espanyols; seran d'una sola planta; tindran seients profunds a les finestres i xemeneies obertes, i les cobertes estaran cobertes amb les conegudes teules vermelles fosques". Els Stanford també van contractar el reconegut arquitecte paisatgista Frederick Law Olmsted, que anteriorment havia dissenyar el campus de Cornell, per dissenyar el campus de Stanford.
Quan Leland Stanford va morir el 1893, la continuïtat de la universitat es va veure en perill degut a una demanda federal contra el seu patrimoni, però Jane Stanford va insistir que la universitat romangués en funcionament durant la crisi financera. La universitat va patir danys importants pel  terratrèmol de San Francisco de 1906. La major part dels danys es van reparar, però es van haver d'enderrocar una biblioteca i un gimnàs, i algunes característiques originals de l'església Stanford Memorial i del Quadrangle mai van ser restaurades. A principis del segle xx, la universitat va afegir-hi quatre escoles de postgrau professionals. L'Escola de Medicina de la Universitat Stanford es va establir el 1908 quan la universitat va adquirir el Cooper Medical College a San Francisco. Es va traslladar al campus de Stanford el 1959. La matrícula va ser gratuïta fins al 1920.
El Departament de Dret de la universitat, establert com a currículum de pregrau el 1893, va ser transició a una escola de dret professional a partir de 1908 i va rebre l'acreditació de l'American Bar Association el 1923. L'Escola de Postgrau d'Educació va sorgir del Departament d'Història i Art de l'Educació, un dels vint-i-un departaments originals de Stanford, i es va convertir en una escola de postgrau professional el 1917. L'Escola de Negocis va ser fundada el 1925 a instàncies de l'aleshores administrador Herbert Hoover. El 1919, Herbert Hoover va iniciar l'Institut Hoover (la denominació oficial és: The Hoover Institution on War, Revolution and Peace) un arxiu per preservar material relacionat amb la Primera Guerra Mundial. El Laboratori Nacional Accelerador SLAC va ser establert el 1962 per realitzar investigació en física de partícules.
A les dècades de 1940 i 1950, Frederick Terman, un professor d'enginyeria que més tard es va convertir en director, va animar els graduats en enginyeria de Stanford a tirar endavant les seves pròpies empreses i inventar productes per construir una indústria local auto-suficient al que més endavant s'acabaria coneixent com a Silicon Valley. Durant la dècada de 1950, es va establir el Stanford Industrial Park, un campus comercial d'alta tecnologia en terrenys universitaris. També a la dècada de 1950, William Shockley, coinventor del transistor de silici, premi Nobel de Física de 1956 i més tard professor de física a Stanford, es va traslladar a la zona de Palo Alto i va fundar una empresa, la Laboratori Shockley Semiconductor. L'any següent, vuit dels seus empleats van renunciar i van formar una empresa competidora, la Fairchild Semiconductor. La presència de tantes empreses d'alta tecnologia i semiconductors va ajudar a establir Stanford i la Península de San Francisco com un focus d'innovació, eventualment anomenada Silicon Valley després de l'ingredient clau dels transistors. Shockley i Terman són sovint descrits com els "pares de Silicon Valley".
A la dècada de 1950, Stanford va reduir i restringir intencionadament les admissions d'estudiants jueus. La univeritat va emetre una disculpa institucional a la comunitat jueva el 2022 després que un grup de treball intern confirmés que la universitat va discriminar deliberadament els sol·licitants jueus. A partir dels anys 1970 diverses polèmiques van danyar la reputació de la universitat. L'experiment de la presó de Stanford liderat per Philip Zimbardo el 1971 i cancel·lat al cap d'una setmana, va ser fortament criticat com a gens ètic, el mal ús dels fons governamentals a partir de 1981 van provocar un greu revés al finançament per investigació, i a principis de la dècada de 1990, Stanford va ser investigat pel govern dels Estats Units per les al·legacions que la universitat havia facturat inadequadament al govern diversos milions de dòlars per habitatge, despeses personals, viatges, entreteniment, recaptació de fons i altres activitats no relacionades amb la investigació, incloent un iot i una elaborada cerimònia de noces. L'escàndol finalment va provocar la dimissió del president de la universitat, Donald Kennedy, el 1992. En un acord amb l'Oficina d'Investigació Naval, Stanford va reemborsar 1,35 milions de dòlars al govern per la facturació que es va produir durant els anys 1981 i 1992.
A la dècada de 1960, Stanford va passar d'una universitat regional a ser considerada una de les més prestigioses dels Estats Units, "quan va aparèixer a les llistes de les "deu millors" universitats d'Amèrica... Aquest ràpid augment del rendiment [va ser] entès en aquell moment com a relacionat directament amb els contractes de defensa de la universitat..." Wallace Sterling va ser el president de Stanford des de 1949 a 1968 i va supervisar el creixement de Stanford d'una universitat regional amb problemes financers a una potència acadèmica reconeguda internacionalment i econòmicament sòlida, "la Harvard de l'oest".

## Personalitats destacades
El professorat actual i antic de la universitat inclou 58 guardonats amb el Premi Nobel, així com 29 guanyadors del Premi Turing, l'anomenat "Premi Nobel de la informàtica", que constitueix un terç dels premis atorgats en els seus 44 anys d'història. La universitat també té 27 becaris ACM i està afiliada a quatre guanyadors del Premi Gödel, quatre receptors del Premi Knuth, deu guanyadors del Premi IJCAI Computers and Thought i quinze guanyadors del Premi Grace Murray Hopper pel seu treball en els fonaments de la informàtica. Els antics alumnes de Stanford han creat moltes empreses i, segons Forbes, Stanford ha produït el segon nombre més alt de multimilionaris de totes les universitats. El 2022, 128 estudiants o antics alumnes de Stanford també han estat nomenats becaris Rhodes.

### Guardonats amb el Premi Nobel

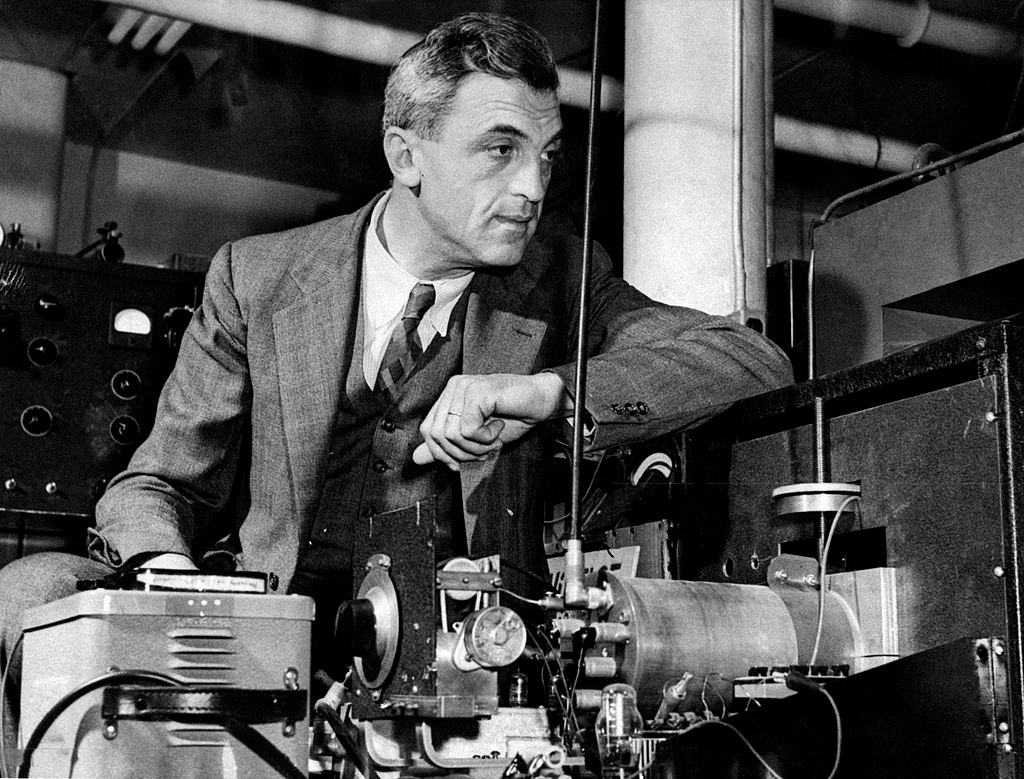
Felix Bloch al seu laboratori de Stanford.

- Kenneth Arrow, professor. Premi Nobel d'Economia de 1972.
- George W. Beadle, professor. Premi Nobel de Fisiologia o Medicina de 1958.
- Paul Berg, professor. Premi Nobel de Química de 1980.
- Felix Bloch, professor.  Premi Nobel de Física de 1952.[231]
- Carolyn R. Bertozzi, professora. Premi Nobel de Química de 2022.[232]
- Steven Chu, professor. Premi Nobel de Física de 1997.[233]
- Eric Allin Cornell, BS. Premi Nobel de Física de 2001.[234]
- Gérard Debreu, professor. Premi Nobel d'Economia de 1983.[235]
- Andrew Fire, professor, Premi Nobel de Fisiologia o Medicina de 2006.[236]
- Paul Flory, professor. Premi Nobel de Química de 1974.[237]
- Jerome Friedman, postdoctorat, Premi Nobel de Física 1990.[238]
- Milton Friedman, professor. Premi Nobel d'Economia de 1976.[239]
- Sheldon Glashow, professor. Premi Nobel de Física de 1979.[240]
- Robert H. Grubbs, postdoctorat, Premi Nobel de Química de 2005.[241]
- Theodor W. Hänsch, postdoctorat i professor. Premi Nobel de Física de 2005.[242]
- John Harsanyi, PhD. Premi Nobel d'Economia de 1972.[243]
- Dudley Herschbach, BS, MS. Premi Nobel de Química de 1986.[244]
- Robert Hofstadter, professor. Premi Nobel de Física de 1961.[245]
- Guido Imbens, professor. Premi Nobel d'Economia de 2021.[246]
- Henry Kendall, postdoctorat i professor. Premi Nobel de Física de 1990.[247]
- Brian Kobilka, professor. Prmi Nobel de Química de 2012.[248]
- Arthur Kornberg, professor. Premi Nobel de Fisiologia o Medicina de 1959.[249]
- Roger Kornberg, PhD. Premi Nobel de Química de 2006.[250]
- Willis Lamb, professor. Premi Nobel de Física de 1955.[251]
- Robert B. Laughlin, professor. Premi Nobel de Física de 1998.[252]
- Joshua Lederberg, professor. Premi Nobel de Fisiologia o Medicina de 1958.[253]
- Michael Levitt, professor. Premi Nobel de Química de 2013.[254]
- Douglass North, professor. Premi Nobel d'Economia de 1993.[255]
- Douglas D. Osheroff, professor. Premi Nobel de Física de 1996.[256]
- Linus Pauling, professor. Premi Nobel de Química de 1954[257] i de pau el 1962.[258]
- Martin L. Perl, professor. Premi Nobel de Física de 1995.[259]
- Burton Richter, professor. Premi Nobel de Física de 1976.[260]
- Alvin E. Roth, PhD. Premi Nobel d'Economia de 2012.[261]
- Arthur L. Schawlow, professor. Premi Nobel de Física de 1981.[262]
- Randy Schekman, PhD. Premi Nobel de Fisiologia o Medicina de 2013.[263]
- Myron Scholes, professor. Premi Nobel d'Economia de 1997.[264]
- Melvin Schwartz, professor. Premi Nobel de Física de 1988.[265]
- William F. Sharpe, professor. Premi Nobel d'Economia de 1990.[266]
- K. Barry Sharpless, PhD. Premi Nobel de Química de 2001.[267]
- William Shockley, professor. Premi Nobel de Física de 1956.[268]
- Michael Spence, professor. Premi Nobel d'Economia de 2001.[269]
- John Steinbeck. Premi Nobel de Literatura de 1962.[270]
- Joseph Stiglitz, professor. Premi Nobel d'Economia de 2001.[271]
- Thomas C. Südhof, professor. Premi Nobel de Fisiologia o Medicina de 2013.[272]
- Edward L. Tatum, professor. Premi Nobel de Fisiologia o Medicina de 1958.[273]
- Henry Taube, professor. Premi Nobel de Química de 1983.[274]
- Richard E. Taylor, PhD. Premi Nobel de Física de 1990.[275]
- Carl Wieman, PhD. Premi Nobel de Física de 2001.[276]
- Oliver E. Williamson, MBA. Premi Nobel d'Economia de 2009.[277]
- Kenneth G. Wilson, professor. Premi Nobel de Física de 1982.[278]

### Presidents
Llista dels presidents que han dirigit la universitat al llarg de la seva història:
- David Starr Jordan (1891–1913)
- John Casper Branner (1913–1915)
- Ray Lyman Wilbur (1916–1943)
- Donald Bertrand Tresidder (1943–1948)
- J. E. Wallace Sterling (1949–1968)
- Kenneth Sanborn Pitzer (1968–1970)
- Richard Wall Lyman (1970–1980)
- Donald Kennedy (1980–1992)
- Gerhard Casper (1992–2000)
- John L. Hennessy (2000–2016)
- Marc Tessier-Lavigne (2016–2023)
- Richard Saller (2023-2024)
- Jonathan Levin (2024-avui dia)

### Professorat
Categoria principal: Professors de la Universitat Stanford
- Condoleezza Rice, secretària d'Estat dels Estats Units (2005-2009)
- Philip Zimbardo, president de l'Associació Americana de Psicologia (2002)[220]
- Tobias Wolff, escriptor vinculat al corrent literari anomenat realisme brut.[280]

### Antics alumnes
Categoria principal: Alumnes de la Universitat Stanford
L'Associació d'Antics Alumnes de Stanford va ser fundada el 1892 pels primers graduats de la universitat. Actualment hi ha més de 220.000 antics alumnes de Stanford.
- Tarō Asō, 92è Primer ministre del Japó (2008-2009)
- John Atta Mills, president de Ghana (2009-2012)
- Ehud Barak, 10è primer ministre d'Israel (1999-2001)
- Felip de Bèlgica, rei de Bèlgica (2013-avui dia)
- Ray Dolby, inventor del sistema Dolby NR i president fundador de Dolby Laboratories.
- Yukio Hatoyama, 93è Primer ministre del Japó (2009-2010)
- Herbert Hoover,  31è president dels Estats Units (1929-1933).
- Carly Fiorina, antiga CEO de Hewlett-Packard.
- John F. Kennedy, 35è president dels Estats Units (1961-1963)
- Phil Knight, fundador de Nike, Inc.
- Ricardo Maduro, president d'Hondures (2002-2006)
- John McEnroe, tennista (1978–2010)
- Jorge Serrano Elías, 29è president de Guatemala (1991-1993)
- Rishi Sunak, 79è Primer ministre del Regne Unit (2022-2024)
- Alejandro Toledo, president del Perú (2001-2006)
- Mohammed Waheed Hassan, president de les Maldives (2012-2013)
- Sigourney Weaver, actriu.